# Каструччіо Кастракані

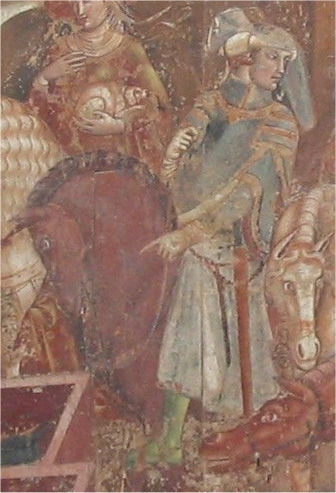
Ймовірний портрет Каструччіо Кастракані, фрагмент фрески Кампосанто Монументалє в Пізі

Каструччіо Кастракані дельї Антельмінеллі (29 березня 1281, Лукка — 3 вересня 1328, Лукка) — італійський кондотьєр, правитель Лукки в титулі герцога, синьйор Каррари, Леричі, Пізи, Пістої, Понтремолі та Сарцани і гонфалоньєром Священної Римської імперії.

## Біографія
Каструччіо народився в Луцці, у знатній та впливовій родині Антельмінеллі, яка належала до партії ґібелінів, що знаходилася в постійній боротьбі з партією ґвельфів.
На хвилі протистояння з ґвельфами, сім'я Каструччіо у 1300 році була змушена покинути Лукку і до 1314 року Каструччіо перебував в екзилі. В цей період, у віці 19 років Каструччіо лишився сиротою і подався на військову службу кондотьєром спочатку до французького короля Філіпа IV Вродливого (за якого воював переважно у Фландрії), потім — до Вісконті і, зрештою, до правителя (подеста) Пізи Угуччіоне делла Фаджіола. Під командуванням Угуччіоне, який проводив політику територіальної експансії, Каструччіо Кастракані брав участь у завоюванні Лукки пізанськими військами в 1314 році і в битві при Монтекатіні, де пізанці розгромили армію Флорентійської республіки.
Помер в Луцці в 1328 році.

## Герб і девіз
Герб: Срібно-синій хорт з червоним нашийником на синьо-срібному щиті.
Нашоломник: Вінценосний орел.
Девіз: inexpugnabilis (укр. нездоланний, непереможний).

## Постать Каструччіо Кастракані в літературі
Особу Каструччіо Кастракані в своїх творах зображували наступні автори:
- Нікколо Макіявеллі, Життя Каструччіо Кастракані (італ. Vita di Castruccio Castracani da Lucca), 1520. Постать Каструччіо Кастракані надихнула Нікколо Макіявеллі на написання монографії під назвою «Життя Каструччіо Кастракані», яка була написана в 1520 році, під час перебування Макіявеллі в Луцці. Хоча книга написана в формі біографії, з історичної точки зору вона містить багато неточностей і образ головного героя в ній радше використано для ілюстрації ідей політичної філософії Макіявеллі.

- Мері Шеллі, Вальперга, або Життя Каструччіо, володаря Лукки (італ. Valperga, Vita e avventure di Castruccio, principe di Lucca), 1823. В історичному романі Мері Шеллі «Вальперга, або Життя Каструччіо, володаря Лукки» основою сюжетної лінії є вигаданий військовий похід Каструччіо на чолі своєї армії для підкорення його коханої жінки, яка володіла замком Вальперга (назва замку також придумана автором). Драматичні події розгортаються на тлі протистояння між ґвельфами і ґібелінами.